# دون روبرتس
دون روبرتس (بالإنجليزية: Don Roberts)‏ هو لاعب هوكي الجليد أمريكي، ولد في 27 مايو 1933، وتوفي في 24 يوليو 2016.